# Beth Bailey
Beth Bailey es un personaje ficticio de la serie de espionaje británica Spooks. Beth ha sido interpretada por la actriz Sophia Myles desde el 20 de septiembre de 2010, hasta ahora. El personaje está basado en la vida real de una persona a la que Sophia conoció mientras trabajaba en la serie, que fue reclutada por el MI6.

## Antecedentes
Es liberal pero con principios, testaruda y provocadora y nunca juega bajo las reglas. Beth se unió al MI6 cuando apenas era una joven de 18 años y fue entrenada por ellos, pero más tarde se salió debido a su incapacidad para seguir órdenes; el oficial que tomó esa decisión fue Harry Pearce, quien la veía como una mujer volátil y poco madura para ser espía. Su reputación en el campo del espionaje es lo que atrae al MI5 a Beth.

## Novena Temporada
Después de dejar el MI5 Beth comenzó a trabajar como contratista privada. Durante el primer episodio Beth se encuentra en cubierto en un buque como una prostituta Rusa, su misión es seguir a Hussein Abib, un terrorista somalí al que Lucas North fue enviado a matar. Durante el operativo piratas somalíes toman el buque y secuestran a la tripulación entre ellos a Dimitri Levendis, quien se encontraba en misión encubierta como el capitán del barco. Beth y Lucas logran escapar de los hombres de Abib.
En las oficinas del MI5 Beth ayuda a Lucas y le dice que un señor de la droga colombiano construyó un sumergible para contrabandear drogas y que Abib lo utilizaría para transportar un contrabando de explosivos dirigidos hacia las Casas del Parlamento en Londres. Más tarde después de prevenir el ataque Harry la instala de nuevo como oficial del MI5.
Beth tiene una buena relación con Dimitri Levendis, al que considera su aliado más cercano. También se siente cómoda estando en presencia de Harry a quien conoció doce años atrás.
En el segundo episodio Harry piensa en despedirla después de que Beth le miente al equipo durante una operación en la que un asesino la obliga a hacer lo que él le dice que haga, pero cuando Lucas North es ascendido a Jefe de la Sección D le da otra oportunidad. 
Durante el cuarto episodio Beth consigue que Kai, un oficial del servicio de inteligencia chino, se convierta con éxito en un oficial para el MI5, logrando así por primera vez hacerlo en la historia del servicio de seguridad del MI5.